# 斯堪的纳维亚半岛
，位于欧洲西北角，濒临波罗的海、挪威海及北欧巴伦支海，与俄罗斯和芬兰北部接壤，北至芬兰。斯堪的纳维亚半岛有两个国，即西部的挪威和南边的瑞典，斯堪的纳维亚山脉横亘于两个国家之间。整个半岛长1850公里，面积75万平方公里，是欧洲最大的半岛。半岛西部属山地，西部沿岸陡峭，多岛屿和峡湾；东、南部地势较平整。半岛北端严寒。

## 地理

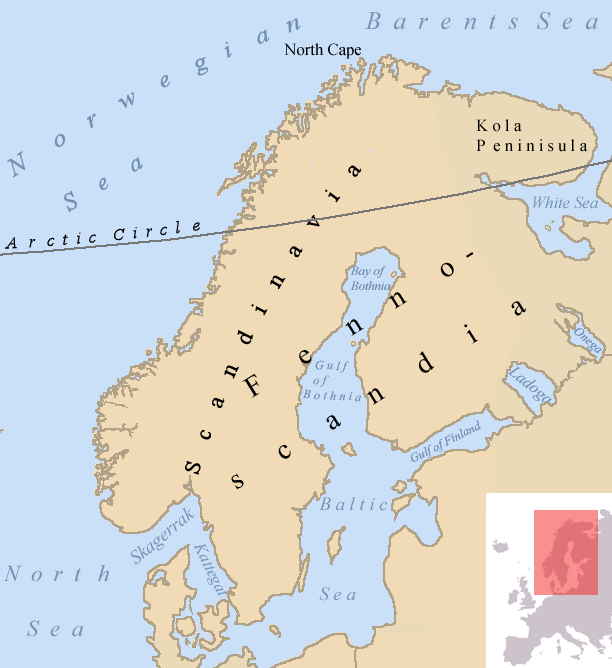
斯堪的纳维亚半岛相对于包括其在内的芬諾斯堪底亞

斯堪的纳维亚半岛是欧洲最大的半岛，整个半岛长约1850公里，宽度在370到805公里之间。
半岛上的瑞典和挪威两国以斯堪的纳维亚山脉为界，半岛濒临诸多水域包括：
- 东侧的波罗的海（含波的尼亚湾）
- 西面和西南面的北海（包括卡特加特海峡和斯卡格拉克海峡）
- 西面的挪威海
- 北面的巴倫支海

最高点位于挪威的格利特峰，海拔2470公尺，但其顶峰的冰川部分已经融化，面前最高点是位于挪威的加爾赫峰，海拔2469公尺。欧洲大陆最大的冰川约斯特达尔布林，就在这些山脉中。半岛有大约四分之一的区域位于北极圈以北，最北点为諾爾辰角。
半岛气候分布多样，北部是冻土带和亚寒带气候，西北部海岸到罗弗敦群岛北部是凉爽的亚寒带温带海洋性气候，中部是温带大陆性湿润气候，南部和西南部为海洋性气候。
木材、铁和铜矿藏资源丰富，瑞典南部有优良的农场。在北海和大西洋的挪威沿岸发现了大规模油田和天然气矿藏。
大部分人口集中在半岛南部；最大的几个城市是瑞典的斯德哥爾摩和哥德堡，以及挪威的奧斯陸。

## 地质概况

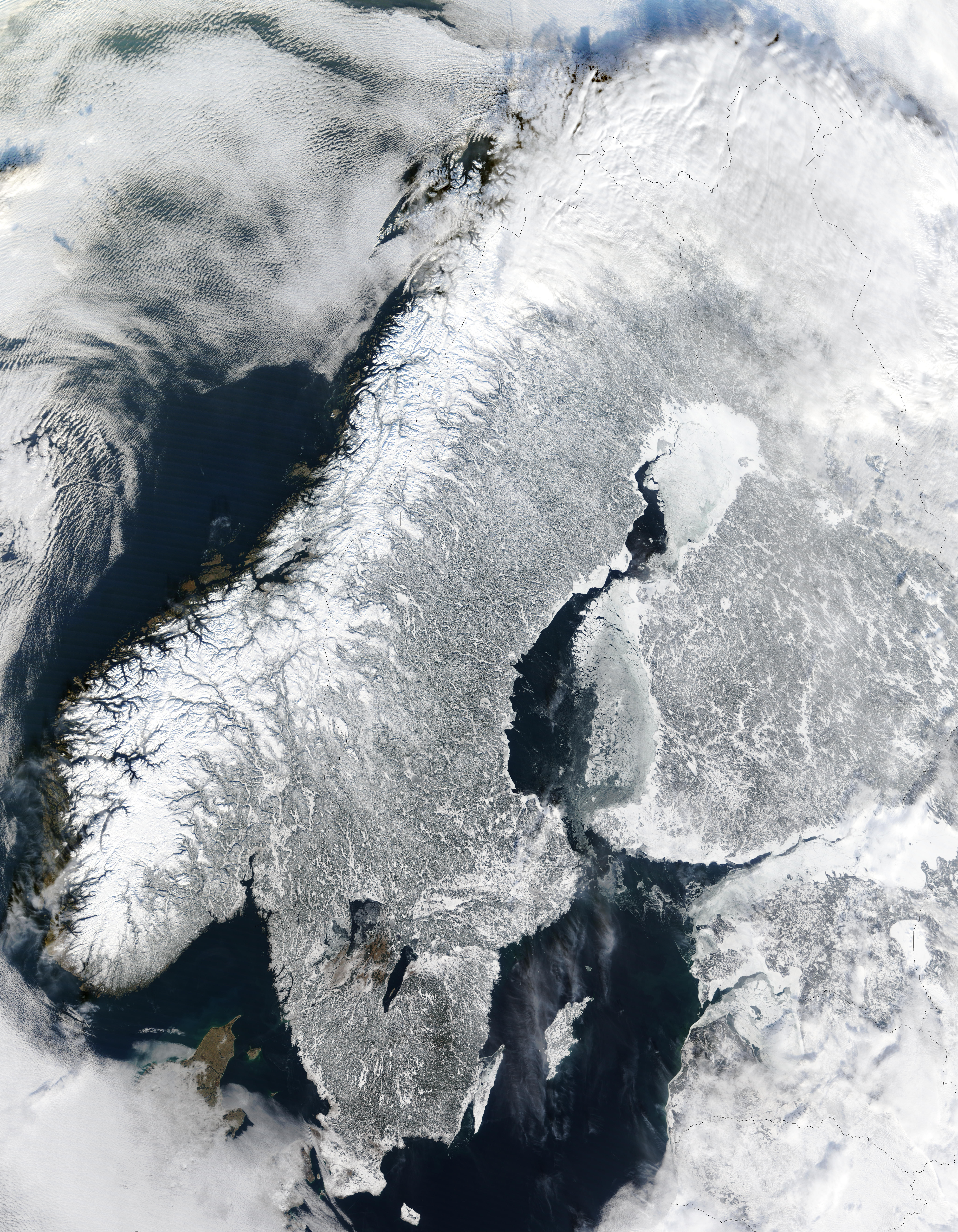
斯堪的纳维亚半岛冬季卫星照片

斯堪的纳维亚半岛占据了部分波罗的地盾，这一稳定和巨大的地壳成份是古老的晶体变质岩。绝大部分地层土壤受大陆冰川作用被刮离，最为显著的是北部地区，那里地盾距地表最近。在这些刷离，海平面上升和气候变化影响下，耕地面积只占很少的比例（挪威3%）。冰川加深河谷，当冰层融化时，海水倾入，就形成了著名的峡湾。冰川南部贮存着大量的沉积物，构成了非常多样的自然景观。
尽管波罗的地盾很大程度上非常稳定且不受临近的地质构造影响，但几乎四千米冰层的重量致使岩层下陷。冰层消失后，岩层再次上升，这种趋势现在还在以每个世纪一米的速度持续。另一方面，南部地区趋于下陷，在低地国家和丹麦地区引发洪水。
晶体底层和土壤剥离暴露了多种矿产资源，如铁、铜、镍、锌、银和金。

## 人類

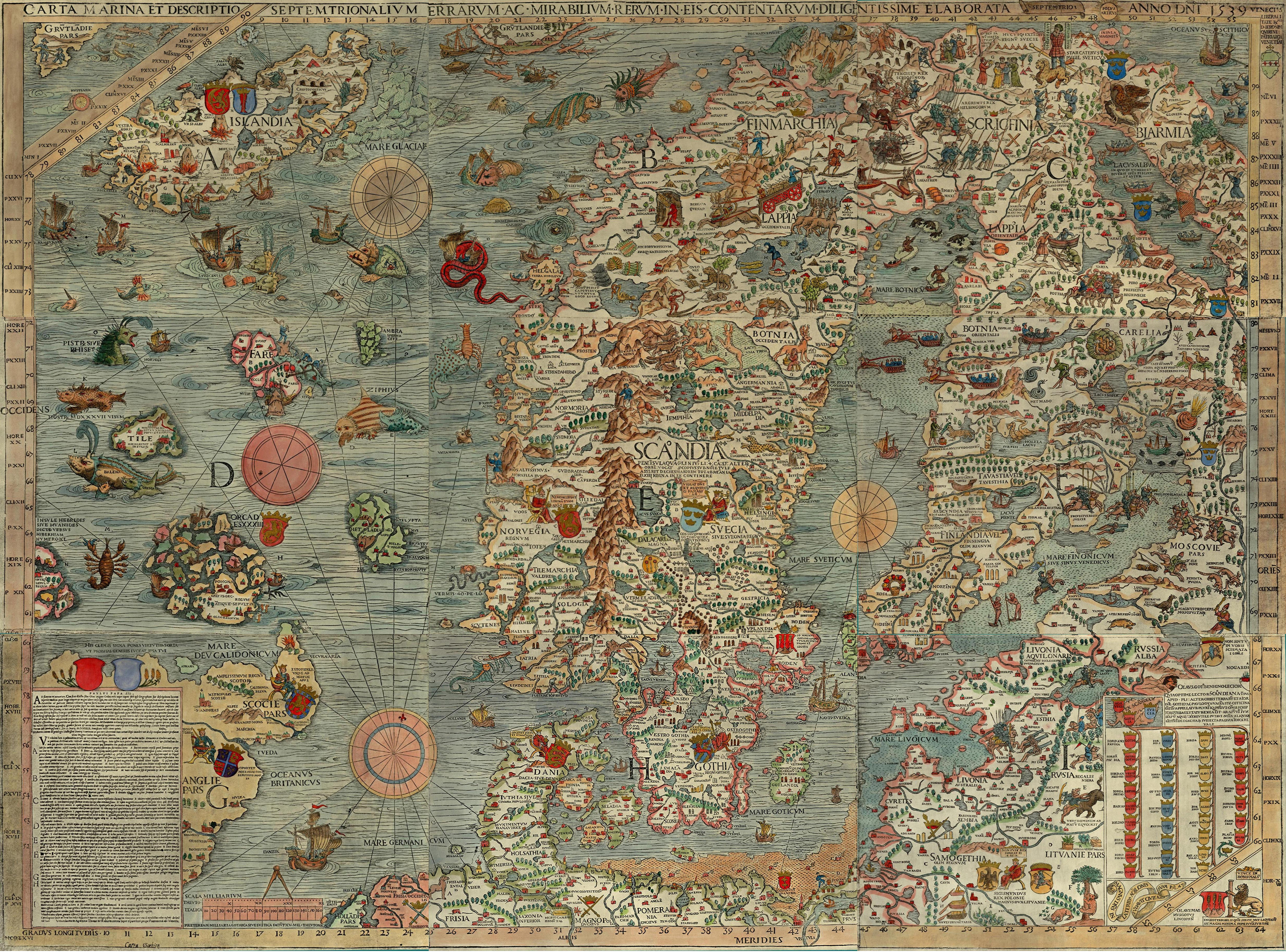
15世纪的瑞典传教士大奥劳斯绘制的斯堪的那维亚半岛的海图

最早关于人类在半岛南部地区和丹麦地区出现的记录可追溯到12000年前。

## 参見
- 北欧国家
- 斯堪地那维亚
- 芬諾斯堪底亞
- 斯堪地那维亚历史